# Енергоефективність (маркування)

Наклейка енергоефективності для холодильників — вказано ємність камер, рівень шуму та клас енергоспоживання

Згідно із Директивою Європейського Союзу 2010/30/ЕС було введено маркування для більшості побутових приладів, промислового обладнання, лампочок, а також для автомобілів щодо їх енергоефективності. Енергоефективність позначається класами від А до G. При цьому клас А позначає найвищу енергоефективність, а G — найнижчу. Етикетка енергоефективності дає користувачу й іншу корисну інформацію, яка допомагає зробити вибір між моделями товарів. Ці ж дані розміщуються продавцями у каталогах і на своїх вебсайтах.

## Основні прилади

### Маркування
Етикетки, що позначають енергоефективність поділені як мінімум на чотири категорії:
- подробиці приладу: в залежності від самого приладу, специфічні подробиці моделі та її матеріалів;
- клас енергоефективності: кольоровий код, пов'язаний із класами (від А до G), який дає уявлення про енергоспоживання приладу;
- споживання, ефективність, місткість і т. д. (цей розділ вказує на характеристики приладу);
- шум: шум, який створює прилад, вказаний у децибелах.

### Холодильникита морозильники
Відповідно до Директиви 2010/30/ЕС було розроблено нові стандарти, а також введено новий дизайн етикетки. Для побутових холодильних пристроїв буквені позначення було замінено піктограмами.
До 30 червня 2014 року діяли такі вимоги:
| A+++     | A++           | A+            | A             | B             | C             | D              | E               | F               | G         |
| EEI < 22 | 22 ≤ EEI < 33 | 33 ≤ EEI < 44 | 44 ≤ EEI < 55 | 55 ≤ EEI < 75 | 75 ≤ EEI < 95 | 95 ≤ EEI < 110 | 110 ≤ EEI < 125 | 125 ≤ EEI < 150 | EEI ≥ 150 |

З 1 липня 2014 року запроваджуються підвищені вимоги до класу А+
| A+++     | A++           | A+            | A             | B             | C             | D              | E               | F               | G         |
| EEI < 22 | 22 ≤ EEI < 33 | 33 ≤ EEI < 42 | 42 ≤ EEI < 55 | 55 ≤ EEI < 75 | 75 ≤ EEI < 95 | 95 ≤ EEI < 110 | 110 ≤ EEI < 125 | 125 ≤ EEI < 150 | EEI ≥ 150 |

Етикетка також містить дані про:
- щорічне споживання енергії у кВт·год;
- внутрішній об'єм холодильної камери (в літрах);
- внутрішній об'єм морозильної камери (в літрах);
- рівень шуму (в децибелах).

### Пральні машини,сушильні машини
Для пральних машин енергоефективність була обчислюється спираючись на цикл прання бавовняної білизни при температурі 60 °C із максимальною заявленою масою білизни (типово 6 кг). Індекс ефективності використання енергії визначають у кВт·год на кілограм білизни.
| A     | B     | C     | D     | E     | F     | G     |
| <0.19 | <0.23 | <0.27 | <0.31 | <0.35 | <0.39 | >0.39 |

Етикетка енергоефективності також містить інформацію про:
- повне споживання енергії за цикл;
- якість прання — із класом від А до G;
- якість віджиму — із класом від А до G;
- максимальна швидкість обертання (в оборотах);
- максимальне завантаження бавовною (у кілограмах);
- споживання води за цикл (у літрах);
- шум при пранні та віджимі (у децибелах).

Для сушарок для білизни енергоефективність визначена для бавовни при повному завантаженні. Індекс енергоефективності визначається у кВт·год на кілограм білизни.
Конденсаційні сушарки
| A     | B     | C     | D     | E     | F     | G     |
| <0.55 | <0.64 | <0.73 | <0.82 | <0.91 | <1.00 | >1.00 |

Вентильовані сушарки
| A     | B     | C     | D     | E     | F     | G     |
| <0.51 | <0.59 | <0.67 | <0.75 | <0.83 | <0.91 | >0.91 |

Етикетка також містить:
- споживання енергії за цикл;
- повна завантаженість бавовною;
- рівень шуму (у децибелах).

Для пральних машин із функцією сушіння енергоефективність була вирахувана, використовуючи цикл сушіння бавовняної білизни із максимальною заявленою масою. Індекс ефективності використання енергії визначають у кВт·год на кілограм білизни.
| A     | B     | C     | D     | E     | F     | G     |
| <0.68 | <0.81 | <0.93 | <1.05 | <1.17 | <1.29 | >1.29 |

Етикетка енергоефективності також містить інформацію про:
- споживання енергії за цикл (прання і сушка);
- споживання енергії — тільки прання;
- якість прання — із класом від А до G;
- максимальна швидкість обертання;
- максимальне завантаження бавовною (окремо для прання і сушки);
- споживання води при максимальному завантаженні;
- рівень шуму (окремо для прання, віджиму і сушки).

### Посудомийні машини
Енергоефективність розрахована згідно числа предметів посуду. Для приладів на 12 персон застосовуються такі класи (одиниці вимірювання — кВт·год на 12 предметів):
| A     | B     | C     | D     | E     | F     | G     |
| <1.06 | <1.25 | <1.45 | <1.65 | <1.85 | <2.05 | >2.05 |

Етикетка також містить:
- споживання енергії в кВт·год за цикл;
- ефективність миття із класом від А до G;
- ефективність сушки із класом від А до G;
- кількість персон;
- споживання води (в літрах за цикл);
- рівень шуму (у децибелах).

### Духовки
Етикетка для духовок містить інформацію про:
- ефективність із класом від А до G;
- споживання енергії у кВт·год;
- об'єм (у літрах);
- (малий/середній/великий) тип.

## Кондиціонери
Маркування застосовується до приладів із потужністю менше 12 кВт.
На кожній етикетці вказано:
- модель;
- категорія ефективності із класом від А до G;
- щорічне споживання енергії (при граничному навантаженні 500 годин на рік);
- охолодження, що проводиться при граничному навантаженні (у кВт·год);
- відношення ефективності використання енергії до охолоджувальної здатності при граничному навантаженні;
- тип приладу (охолодження або охолодження/нагрів);
- рівень шуму.

Для кондиціонерів із нагрівом додатково зазначається:
- інтенсивність обігріву (у кВт);
- ефективність нагріву.

|                     | A    | B       | C       | D       | E       | F       | G    |
| Охолодження EER W/W | >3.2 | 3.0-3.2 | 2.8-3.0 | 2.6-2.8 | 2.4-2.6 | 2.2-2.4 | <2.2 |
| Нагрівання COP W/W  | >3.6 | 3.4-3.6 | 3.2-3.4 | 2.8-3.2 | 2.6-2.8 | 2.4-2.6 | <2.4 |

## Лампи розжарюванняталюмінесцентні лампи
На етикетці вказані:
- категорія використання енергії із класом від А до G;
- світловий потік лампи у люменах;
- енергоспоживання лампи (у кіловатах);
- час роботи (у годинах)

За відносним споживанням енергії лампочки поділяються на такі класи:
| A        | B     | C     | D     | E      | F      | G      |
| <18-25 % | <60 % | <80 % | <95 % | <110 % | <130 % | >130 % |

Клас А був визначений іншим способом, тому є різниця у відсотках. Ці класи приблизно відповідають таким типам ламп:
| Тип лампи                                              | Клас енергоспоживання |
| ------------------------------------------------------ | --------------------- |
| світлодіодні лампи                                     | A                     |
| Компактні люмінесцентні лампи                          | A                     |
| Компактна люмінесцентна лампа із лампоподібною кришкою | A-B                   |
| Галогенні лампи з інфрачервоним покриттям              | B                     |
| Галогенні лампи із ксеноном, 230 В                     | C                     |
| Звичайні галогенні лампи, 12—24 В                      | C                     |
| Звичайні галогенні лампи, 230 В                        | D-F                   |
| лампи розжарювання                                     | E-G                   |

### Розрахунки
Лампи розжарювання і люмінесцентні лампи з і без інтегрованого спорядження можна розділити на класи енергоефективності. Поділ побутових ламп, виконаний у Директиві ЄС 98/11/EC від 27 січня 1998 року та також включає в себе лампи, які не реалізуються для використання в домашніх умовах. Виключаються зокрема джерела світла зі світловим потоком понад 6500 люмен (300 Вт для галогенних або 70 Вт для люмінесцентних ламп) і ті, які не працюють від напруги. Для визначення класу енергоефективності, слід виконати такі дії (Φ означає потік в люменах, а Р — потужність лампи у ватах).
Лампа відноситься до класу А, якщо
{\displaystyle P\leq 0.240\cdot {\sqrt {\Phi }}+0.0103\cdot \Phi .}
Люмінесцентні лампи без вбудованого ПРА відносяться до класу А, якщо
{\displaystyle P\leq 0.150\cdot {\sqrt {\Phi }}+0.0097\cdot \Phi .}
Класифікація в класі енергоефективності від B до G ґрунтується на відсотках (Індекс ККД) до опорній потужності при енергоспоживанні стандартної лампочки з тим же світловим потоком.
{\displaystyle P_{\mathrm {R} }={\begin{cases}0.88\cdot {\sqrt {\Phi }}+0.049\cdot \Phi &(\Phi >34{\mbox{ lm}})\\0.2\cdot \Phi &(\Phi \leq 34{\mbox{ lm}})\end{cases}}}

## Телевізори
Етикетки енергоефективності для телевізорів були введені у 2010 році. Клас залежить від індексу енергоефективності, який є відношенням спожитої потужності до спожитої потужності еталона. Індекс енергоефективності еталона із площею екрана А розраховується за формулою (W — ват, dm — дециметр):
{\displaystyle P_{\mathrm {ref} }=20\,\mathrm {[W]} +4.32\,\mathrm {[W/dm^{2}]} \cdot A.}
Клас енергоефективності визначається за таблицею:
| A+++  | A++   | A+    | A     | B     | C     | D     | E     | F      | G      |
| <10 % | <16 % | <23 % | <30 % | <42 % | <60 % | <80 % | <90 % | <100 % | >100 % |

## Автомобілі

Зразок наклейки для автомобілів

Для автомобілів основним критерієм віднесення їх до певного класу є викиди діоксиду вуглецю (у грамах на кілометр)
| A    | B    | C    | D    | E      | F      | G      |
| <100 | <120 | <140 | <160 | <200 % | <250 % | >250 % |

Інша інформація, яка розміщується на етикетці:
- марка автомобіля;
- модель;
- версія;
- тип двигуна (бензиновий, дизельний);
- тип коробки передач;
- маса;
- різні витрати палива
  - змішані витрати;
  - витрати у міській зоні;
  - витрати на шосе.
- викиди діоксиду вуглецю (в грамах на кілометр).

## Будівлі
В окремих країнах Європейського Союзу, а також Північної Америки, в Австралії та Новій Зеландії поширена практика присвоювання класів енергоефективності для будівель, у тому числі нежитлових і виробничих приміщень.